# Церква святих Фабіана і Себастьяна (Рієка)
Церква святих Фабіана і Себастьяна — римо-католицька церква в хорватському місті Рієка. Церква являє собою каплицю і знаходиться в Старому місті Рієки. Храм присвячений святим Себастьяну і Фабіану.

## Історія
За переказами спочатку церква була зведена на цьому місці у 1291 році як обітницю за часів чуми. Старе місто в той час було оточено стінами і вежами, будинки побудовані на вузьких вулицях у період раннього середньовіччя на руїнах Римського Каструма Тарсатіка (лат. Tarsatica) і були основою системи оборони «Liburnian (liburnijskog) лімеса» (див. Лібурнія). На одній з таких вузьких вулиць була побудована церква Святого Себастьяна.

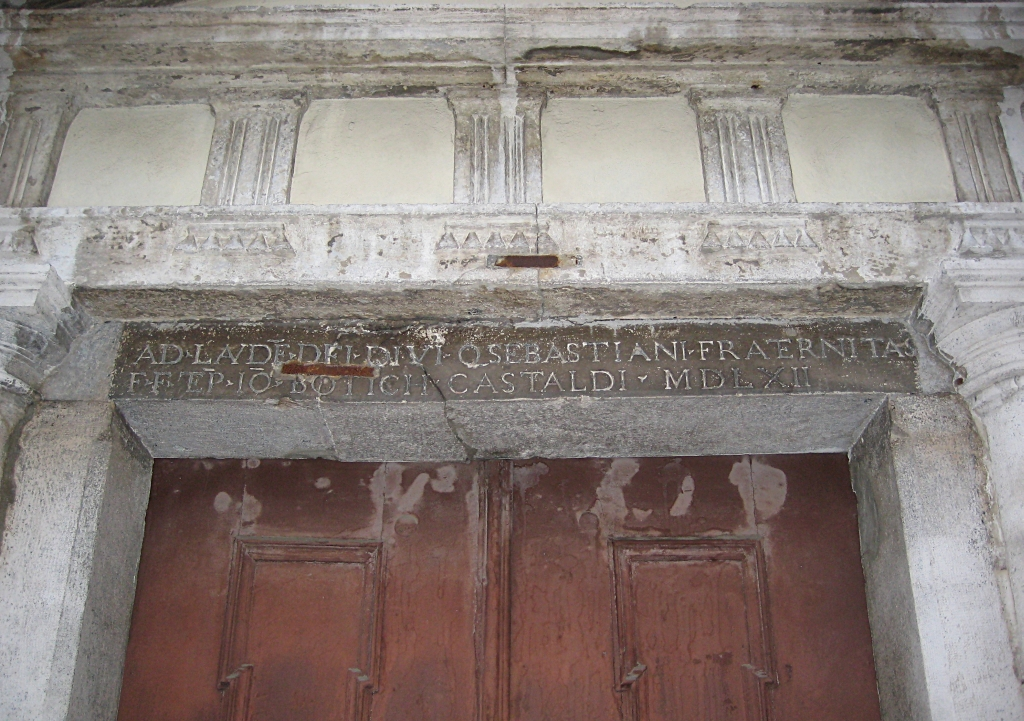
Меморіальна напис на фасаді церкви: ad laudem Dei divique Sebastiani fraternitas fieri fecit tempore Joannis Dotich Castaldi 1562

У нотаріальних документах XV століття часто мова йде про район («contrada») церкви Святого Себастьяна.
Над дверима розташовано меморіальний напис, який свідчить, що церкву побудував Іоанн Гасталді у 1562 році «во славу Бога і божественного Себастьяна» (ad laudem Dei divique Sebastiani fraternitas fieri fecit tempore Joannis Dotich Castaldi 1562). Гасталді були видними патриціями в місті Рієка з сімей Франкович Гладич і Штембергер.
Кілька разів хотіли знести церкву, так як громадянам будова заважало проводити традиційні свята і ходи. 
Пізніше в руїнах за церквою виявили стародавню стіну IV-го століття.
Остання церква Святого Себастьян була відремонтована у 1885 році з розробок Г.Паулініха. Зокрема було відновлено натхненний фасад, церковний хор і в цілому церква прийняла свій нинішній вигляд.
Церкву прикрасили і перефарбували у 1986 році.